# Вулиця Миклухо-Маклая (Київ)
Вулиця Миклу́хо-Макла́я — зникла вулиця, що існувала в  Дарницькому районі міста Києва, місцевість село Шевченка. Пролягала від вулиці Миколи Руднєва (нині вулиця Юрія Шевельова) до вулиці Умільців.

## Історія
Виникла, ймовірно, не пізніше кінця 1940-х років під назвою 228-ма Нова вулиця. Назву Миклухо-Маклая (на честь видатного мандрівника, етнографа Миколи Миклухо-Маклая) вулиця набула 1953 року.
Ліквідована у середині 1980-х років у зв'язку зі знесенням малоповерхової забудови села Шевченка та частини Нової Дарниці.
Єдиною вцілілою будівлею колишньої вулиці є кінотеатр «Промінь», який раніше мав адресу вул. Миклухо-Маклая, 40, а нині — Харківське шосе, 168-ж.